# Оссіан (Нью-Йорк)
Оссіан (англ. Ossian) — місто (англ. town) в США, в окрузі Лівінгстон штату Нью-Йорк. Населення — 724 особи (2020).

## Демографія
Згідно з переписом 2010 року, у місті мешкало 789 осіб у 299 домогосподарствах у складі 220 родин. Було 375 помешкань
Расовий склад населення:
| - 97,0 % — білих - 0,6 % — чорних або афроамериканців - 0,5 % — корінних американців |

До двох чи більше рас належало 1,8 %. Частка іспаномовних становила 2,2 % від усіх жителів.
За віковим діапазоном населення розподілялося таким чином: 25,1 % — особи молодші 18 років, 63,4 % — особи у віці 18—64 років, 11,5 % — особи у віці 65 років та старші. Медіана віку мешканця становила 41,0 року. На 100 осіб жіночої статі у місті припадало 112,1 чоловіків;  на 100 жінок у віці від 18 років та старших — 113,4 чоловіків також старших 18 років.
Середній дохід на одне домашнє господарство  становив 66 261 долар США (медіана — 65 938), а середній дохід на одну сім'ю — 79 626 доларів (медіана — 74 643). Медіана доходів становила 51 691 долар для чоловіків та 39 659 доларів для жінок. За межею бідності перебувало 5,4 % осіб, у тому числі 2,0 % дітей у віці до 18 років та 6,9 % осіб у віці 65 років та старших.
Цивільне працевлаштоване населення становило 335 осіб. Основні галузі зайнятості: освіта, охорона здоров'я та соціальна допомога — 27,5 %, будівництво — 13,4 %, публічна адміністрація — 12,2 %, сільське господарство, лісництво, риболовля — 11,9 %.